# Batalla de Kulikovo
La batalla de Kulikovo (en ruso: Кулико́вская би́тва) tuvo lugar entre los tártaros y los mongoles de la Horda de Oro, y los rusos. Sucedió el 8 de septiembre de 1380 en la llanura de Kulikovo Polie (campo de los chorlos), próxima al río Don (perteneciente ahora al óblast de Tula) y terminó con la victoria rusa. En la batalla, los rusos y rebeldes lituanos al mando del gran príncipe de Moscú, Dmitri Donskói, vencieron a los tártaros, mongoles y lituanos al mando del Kan Mamái.

## Antecedentes
El ascenso del Gran Príncipe de Moscú, Dmitri Ivánovich Donskói, coincidió con la decadencia de la poderosa Horda de Oro, que antes de la muerte de su padre, Iván II, ya había comenzado a dar muestras de su debilidad frente a una política más centralizada en Moscú. Dmitri inició su reinado con varias incursiones sobre los principados vecinos, ocupando ciudades como Starodub, Dmítrov y Gálich. Mientras tanto, el príncipe Mijaíl Aleksándrovich del Principado de Tver, volviéndose a levantar de la derrota infligida por el Principado de Moscú y la Horda de Oro en vida de Iván II, intentaba realizar una alianza fallida con el Kan de Sarái (capital de la Horda), para vengarse del Principado de Moscovia. Al no obtener éxito en esta tentativa, el príncipe de Tver optó por aliarse con el duque Algirdas de Lituania.
Los desesperados movimientos de Mijaíl de Tver, obligaron al príncipe de Moscú a convocar sus alianzas. Es así como se realizó una reunión en el Kremlin de Moscú entre el principado moscovita y otros 19 principados rusos, entre ellos, Rostov, Briansk, Beloózero, Starodub, Smolensk, Riazán, Hálych, Sérpujov y Kaluga. De esta reunión surgió una Santa Alianza y los destacamentos de cada principado se unieron en Moscú con el objetivo de atacar el Principado de Tver. Frente a esto el príncipe Mijaíl II de Tver envió un embajador a Lituania para pedirle ayuda a su aliado. No obstante, el Gran Duque Algirdas ya había firmado un armisticio con Dmitri, absteniéndose así de ayudar a Mijaíl.
El tumenbashý Mamái, futuro kan de la Horda Azul, inquietado por la poderosa coalición liderada por Dmitri, además de los informes de su corte de una pretendida conspiración de la alianza rusa contra la Horda, decidió aceptar la propuesta de Mijaíl II de Tver y convocó a Dmitri a Sarái con el fin de asesinarlo. Este se negó e hizo matar a los embajadores del Kan, preparándose entonces para un conflicto abierto contra la Horda de Oro.

## La batalla
El preludio de la batalla fue un duelo entre dos guerreros, el monje Aleksandr Peresvet, y el héroe de la Horda, Chelubéi (llamo en fuentes no rusas, Temir-Mirza o Mirza Temir). La leyenda cuenta que los guerreros se mataron uno al otro en la primera embestida.

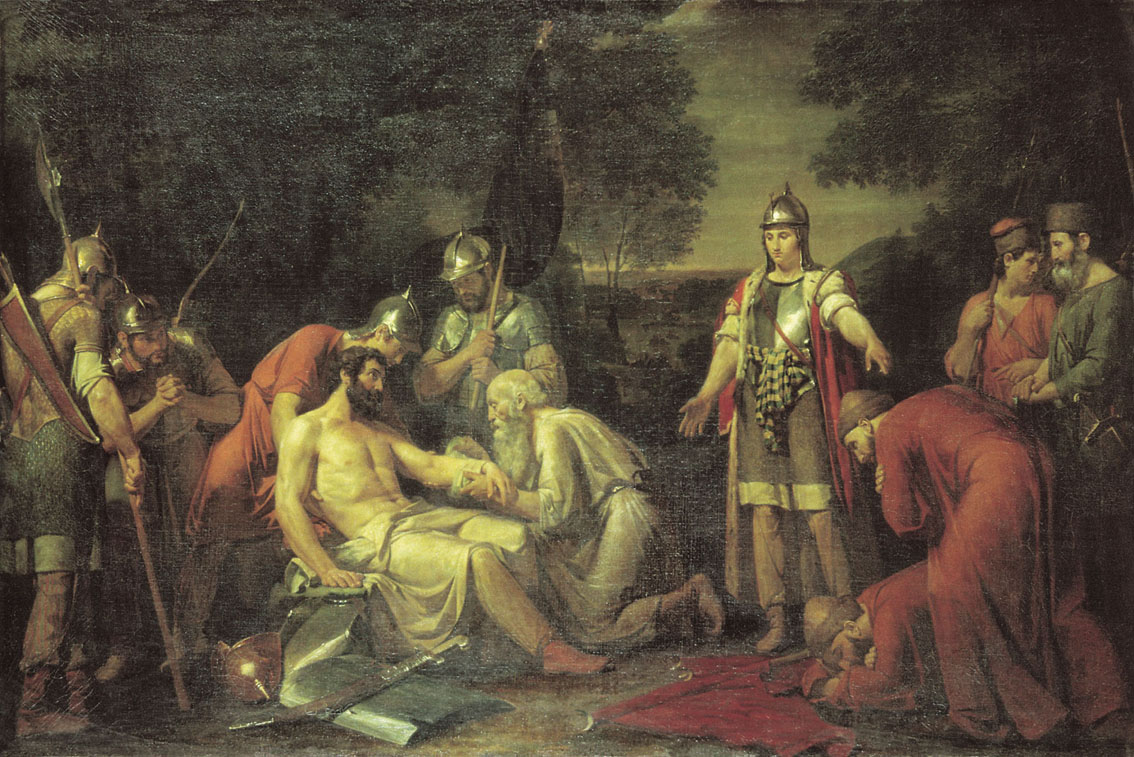
Dmitri exhausto curando sus heridas luego de la batalla. Por Vasili Sazónov

El enfrentamiento entre los dos ejércitos comenzó con éxitos del lado mongol. El Gran Kan y su mariscal, Kotchuke, lanzaron una poderosa caballería que desintegró rápidamente a su contraparte rusa e hizo retroceder poco más de 1 kilómetro a la infantería. El Gran Duque de Moscú creyendo ya perdida la batalla dio la orden al ejército de reserva (dirigido por Dmitri Bobrok) de lanzarse al combate. Sin embargo, el príncipe de Sérpujov (primo hermano del Gran Duque), intervino enérgicamente:
«¡No, Dmitri Ivánovich, espera que el sol hiera los ojos de los tártaros! Entonces soltaremos a Bobrok...».
Cuando el sol empezó a descender, aproximadamente tres horas después de iniciada la batalla, fue cuando la reserva de Bobrok lanzó la ofensiva y atacaron a los enemigos cegados. Los rusos se abrieron camino entre hachazos y acabaron rápidamente con el ejército mongol. El Gran Kan, herido por el príncipe de Kozelsk, logró escapar a Crimea, donde fue finalmente asesinado por sus enemigos, dejando la Horda al mando de Toqtamish.

## Aliados de la Horda
La Horda de Oro además del apoyo recibido por Suecia y algunas tribus finlandesas de la costa de mar Báltico, contó en su vanguardia con un destacamento importante de genoveses. La razón de esta alianza parece justificarse en la propuesta del Gran Kan de cederle la ciudad de Sudak, situada en el mar Negro, a la República de Génova a cambio de su apoyo contra los rusos.

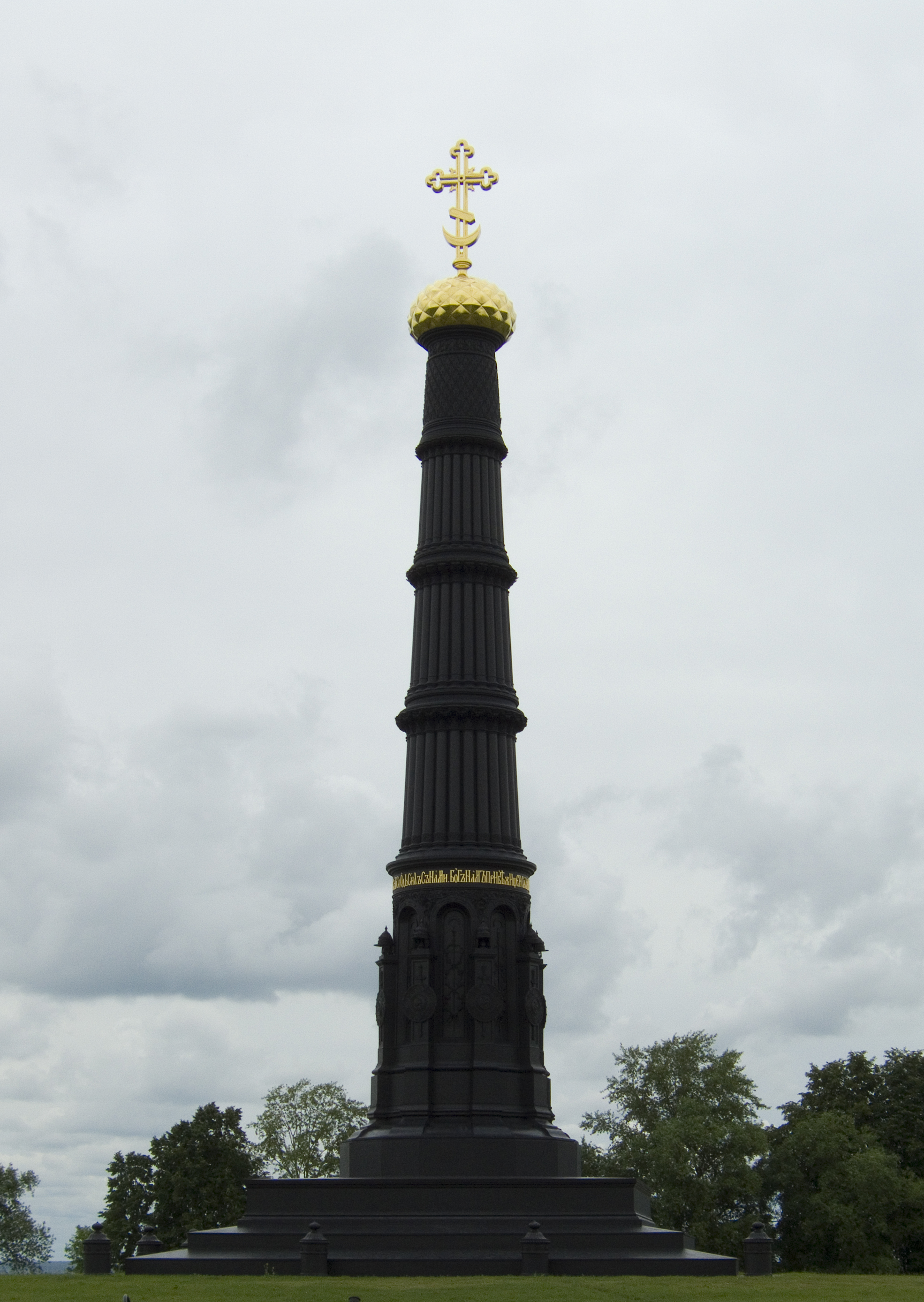
Columna memorial en Kulikovo Polie.

## Consecuencias
- Al mando de Toqtamish, dos años después de la derrota tártara, la Horda se lanzó en una ofensiva contra los principados rusos.
- Esta victoria es considerada como el inicio del fin del dominio mongol sobre el Principado de Moscú. Terminó oficialmente con la batalla del río Ugrá 100 años después. Sin embargo, la batalla de Kulikovo tuvo una importancia espiritual para la unificación de Rusia. Los rusos fueron a la batalla de Kulikovo como ciudadanos de varios principados y volvieron como una nación rusa unida.
- El significado de la batalla de Kulikovo tuvo sobre todo una gran importancia simbólica al ser la primera gran derrota de los tártaros en Rusia. No obstante, a nivel militar no fue una derrota definitiva ya que los tártaros consiguieron rehacerse hasta el punto de saquear Moscú dos años después.

## Monumentos
- En 1848, se erigió una columna memorial diseñada por Aleksandr Briulov.
- A principios del siglo XX, se construyó una iglesia al estilo moscovita del siglo XV, en memoria de la Batalla, por obra de Alekséi Shchúsev.